# Saint-Urcisse (Lot i Garonna)
Saint-Urcisse – miejscowość i gmina we Francji, w regionie Nowa Akwitania, w departamencie Lot i Garonna.
Według danych na rok 1990 gminę zamieszkiwały 132 osoby, a gęstość zaludnienia wynosiła 12 osób/km² (wśród 2290 gmin Akwitanii Saint-Urcisse plasuje się na 1044. miejscu pod względem liczby ludności, natomiast pod względem powierzchni na miejscu 998.).